# Condemios de Arriba
Condemios de Arriba è un comune spagnolo di 106 abitanti (2022) situato nella comunità autonoma di Castiglia-La Mancia.

## Società

### Evoluzione demografica
| 1991 |  | 1996 |  | 2001 |  | 2004 |
| ---- |  | ---- |  | ---- |  | ---- |
| 187  |  | 183  |  | 159  |  | 181  |